# Cromhouthuis

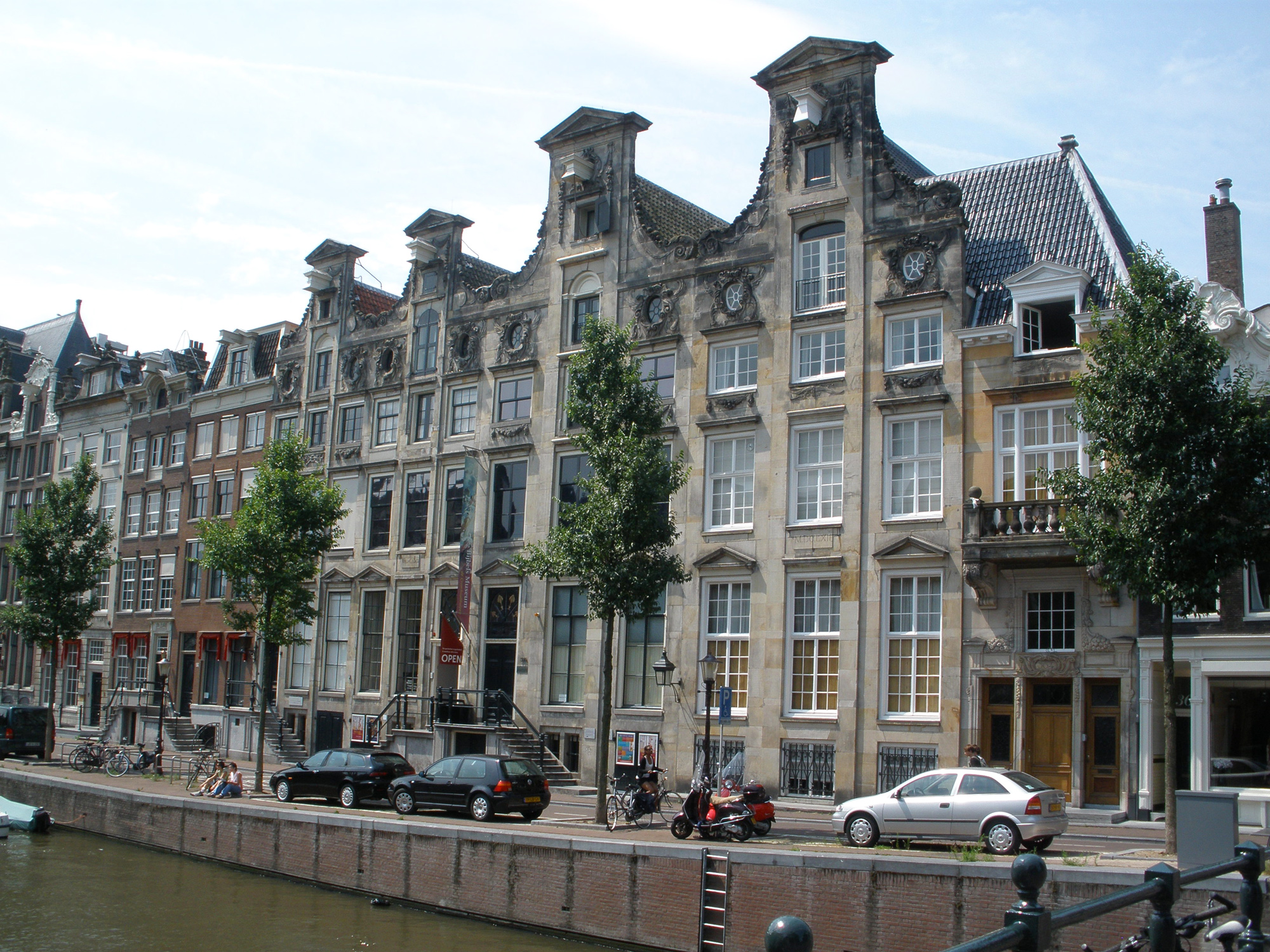
De Cromhouthuizen

Het Cromhouthuis is een patriciërswoning en een van de Cromhouthuizen aan Herengracht te Amsterdam. Het huis herbergde tot 2020  het Bijbels Museum en een dependance van het Amsterdam Museum. Het pand werd dat jaar overgenomen door Stadsherstel.
Het huis is gebouwd voor de familie Cromhout, maar van hun inventaris is niets meer over. Objecten in het huis komen voornamelijk uit het depot van het Amsterdam Museum. Het is een reconstructie van het interieur van een grachtenpand uit de zeventiende eeuw. De Cromhouts behoorden in de tijd van de Gouden Eeuw tot de hoogste kringen van Amsterdam. Diverse leden hebben de functie van burgemeester vervuld. Jacob Cromhout gaf in 1660 opdracht tot de bouw van het huis aan de Herengracht. Toen de Cromhouts katholiek werden, daalde de status van de familie in het protestantse Amsterdam. Ze trouwden zich wel enkele malen in bij de katholieke adel.
Bij de ingang van het huis op de bel-etage hangt een portret van Albert Cromhout, het enige portret dat is overgebleven uit de familie. Verder staat er in de hal een eettafel met rijkversierd servies om bezoekers bij binnenkomst meteen een idee te geven hoe de elite woonde in de Gouden Eeuw.
Vervolgens is er de antichambre, waar toentertijd een bezoeker mocht wachten alvorens uitgenodigd te worden de salon te betreden. In deze kamer hingen vroeger portretten van de familie Cromhout; tegenwoordig zijn dat afbeeldingen van leden van de familie Backer. Ze zijn uit die tijd en geven een idee hoe de kamer er ooit eruit gezien moet hebben.
De belangrijkste ruimte op de bel-etage is de salon. Hier werden feesten gegeven en hingen de prominentste kunstwerken van de Cromhouts. De inrichting van de salon toonde de status van de familie. De nog aanwezige, door Jacob de Wit voor deze ruimte gemaakte, plafondstukken zijn letterlijk en figuurlijk het hoogtepunt van de zaal. Toen De Wit ze vervaardigde was hij een jonge, net opkomende schilder. De schilderingen laten de twaalf olympische goden zien, omringd door tekens van de dierenriem en personificaties van de seizoenen en windstreken.
Een typisch fenomeen uit de zeventiende en achttiende eeuw is het rariteitenkabinet. Veel rijke grachtenhuisbewoners bezaten zo'n uitstalling. Het was een kamer met daarin een speciaal gemaakte kast vol deurtjes en laatjes, die verzamelde zeldzaamheden verborgen: bijzondere natuurverschijnselen, exotische voorwerpen en buitengewone menselijke maaksels. De nieuwsgierigheid naar zaken uit verre oorden en vreemde streken was groot in de tijd van overzeese handels- en ontdekkingsreizen. De inhoud van het rariteitenkabinet weerspiegelde de wereld zoals die toen bekend was. Nu is in deze ruimte een steeds wisselende verrassende tentoonstelling te zien.
In het Cromhouthuis zijn op de benedenverdieping twee keukens aanwezig: de kleine en de grote keuken. De grote keuken is al sinds de zeventiende eeuw als keuken in gebruik. De kleine keuken is nog iets ouder, hij dateert waarschijnlijk nog van voor de bouwtijd van de huidige woning.
In de tuin staat sinds de jaren negentig een aantal planten en bomen die in de Bijbel genoemd worden, zoals de dadelpalm, oleander, vijgenboom en judasboom.